# Восстание бездельников
«Восстание бездельников» (англ. Slacker Uprising) — документальный фильм американского режиссёра Майкла Мура, снятый в ходе турне по 60 кампусам колледжей США в преддверии президентских выборов 2004 года. Турне проводилось с целью мотивировать молодых американцев пойти на голосование. Фильм представляет собой отредактированный вариант картины «Капитан Майк через всю Америку» (Captain Mike Across America), которая была показана на кинофестивале в Торонто, проходившем с 6 по 15 сентября 2007 года.
В фильме «Восстание бездельников» принимают участие: Стив Эрл, Эдди Веддер, группы R.E.M. и Anti-Flag, Розанна Барр, Том Морелло, Вигго Мортенсен, Джоан Баез, Глория Стайнем и другие.